# Las Matillas 4.ª Sección (San Antonio)
Las Matillas 4.ª Sección (San Antonio) es una localidad del municipio de Centro ubicado en la subregión centro del estado mexicano de Tabasco.

## Geografía
La localidad de Las Matillas 4.ª Sección (San Antonio) se sitúa en las coordenadas geográficas 18°00′34″N 92°42′40″O / 18.009444, -92.711111, a una elevación de 6 metros sobre el nivel del mar.

## Demografía
Según el Conteo de Población y Vivienda 2020, efectuado por el Instituto Nacional de Estadística y Geografía, la localidad de Las Matillas 4.ª Sección (San Antonio) tiene 89 habitantes, de los cuales 44 son del sexo masculino y 45 del sexo femenino. Su tasa de fecundidad es de 2.3 hijos por mujer y tiene 26 viviendas particulares habitadas.
| Gráfica de evolución demográfica de Las Matillas 4.ª Sección (San Antonio) entre 1990 y 2020 |
|                                                                                              |
| INEGI.                                                                                       |